# Ủy ban Kiểm tra Đảng ủy Công an Trung ương
Ủy ban Kiểm tra Đảng ủy Công an Trung ương là cơ quan cơ quan kiểm tra, giám sát chuyên trách của Đảng ủy Công an Trung ương, có nhiệm vụ tham mưu, giúp Ban Chấp hành, Ban Thường vụ Đảng ủy Công an Trung ương chỉ đạo, hướng dẫn và tổ chức thực hiện nhiệm vụ kiểm tra, giám sát và thi hành kỷ luật Đảng trong Công an nhân dân Việt Nam.
Ủy ban Kiểm tra Đảng ủy Công an Trung ương thực hiện chế độ làm việc tập thể, dưới sự lãnh đạo của Đảng ủy Công an Trung ương và sự chỉ đạo, kiểm tra của Ủy ban Kiểm tra Trung ương. Khi cần thiết, Ủy ban Kiểm tra Đảng ủy Công an Trung ương có quyền yêu cầu tổ chức đảng cấp dưới và đảng viên báo cáo, cung cấp tài liệu về những vấn đề liên quan đến nội dung kiểm tra.

## Lịch sử
Ngày 10 tháng 1 năm 1980, Đảng ủy Bộ Nội vụ (nay là Đảng ủy Công an Trung ương) đã tiến hành bầu Ủy ban Kiểm tra Đảng ủy Công an Trung ương gồm 5 thành viên, và từ đó ngày 10-1 trở thành ngày truyền thống của Ủy ban Kiểm tra Đảng ủy Công an Trung ương.

## Nhiệm vụ
- Kiểm tra đảng viên, kể cả cấp uỷ viên cùng cấp khi có dấu hiệu vi phạm tiêu chuẩn đảng viên, tiêu chuẩn cấp uỷ viên và trong việc thực hiện nhiệm vụ đảng viên.[1]
- Kiểm tra tổ chức đảng cấp dưới khi có dấu hiệu vi phạm trong việc chấp hành Cương lĩnh chính trị, Điều lệ Đảng, nghị quyết, chỉ thị của Đảng, các nguyên tắc tổ chức của Đảng; kiểm tra việc thực hiện nhiệm vụ kiểm tra, giám sát và thi hành kỷ luật trong Đảng.[1]
- Giám sát cấp uỷ viên cùng cấp, cán bộ diện cấp uỷ cùng cấp quản lý và tổ chức đảng cấp dưới về việc thực hiện chủ trương, đường lối, chính sách của Đảng, nghị quyết của cấp uỷ và đạo đức, lối sống theo quy định của Ban Chấp hành Trung ương.[1]
- Xem xét, kết luận những trường hợp vi phạm kỷ luật, quyết định hoặc đề nghị cấp uỷ thi hành kỷ luật.[1]
- Giải quyết tố cáo đối với tổ chức đảng và đảng viên; giải quyết khiếu nại về kỷ luật Đảng.[1]
- Kiểm tra tài chính của cấp uỷ cấp dưới và của cơ quan tài chính cấp uỷ cùng cấp.[1]

## Ủy ban Kiểm tra Đảng ủy Công an Trung ương, nhiệm kỳ 2020–2025

### Nhân sự
Ngày 22/6/2021, Ban Bí thư Trung ương Đảng ban hành Quyết định số 132 chuẩn y Ủy ban Kiểm tra, Chủ nhiệm, Phó Chủ nhiệm Ủy ban Kiểm tra Đảng ủy Công an Trung ương nhiệm kỳ 2020–2025. Theo đó, Ủy ban này gồm 13 thành viên, trong đó Trung tướng Trần Quốc Tỏ giữ chức Chủ nhiệm Ủy ban và 4 người giữ chức Phó Chủ nhiệm Ủy ban.
- Chủ nhiệm: Thượng tướng Trần Quốc Tỏ - Ủy viên Trung ương Đảng, Phó Bí thư Đảng ủy Công an Trung ương, Thứ trưởng Bộ Công an
- Phó Chủ nhiệm :

1. Trung tướng Nguyễn Văn Trung (thường trực), Ủy viên Đảng ủy Công an Trung ương
2. Thiếu tướng Nguyễn Hồng Nguyên
3. Thiếu tướng Nguyễn Thanh Sơn
4. Đại tá Nguyễn Thuý Quỳnh, nguyên Phó Cục trưởng Cục truyền thông CAND.

- Ủy viên:

1. Trung tướng Hoàng Đức Lừng, Cục trưởng X01
2. Trung tướng Trần Đức Tuấn, Chánh Thanh tra Bộ Công an
3. Đại tá Nguyễn Quốc Huy
4. Đại tá Đỗ Trung Kiên
5. Đại tá Phạm Văn Sơn, Trưởng phòng Kiểm sát, giám sát cơ quan Bộ - X06
6. Đại tá Phạm Thị Nhàn[4], Trưởng phòng Kiểm tra, giám sát công an địa phương - X06
7. Thượng tá Nguyễn Phước Nga[5], nguyên Giám đốc Trung tâm Tư liệu và Thư viện - T03

## Khen thưởng
- Huân chương Hồ Chí Minh [6]

- Huân chương Bảo vệ Tổ quốc  hạng Nhất [6]

## Cơ quan Ủy ban Kiểm tra Đảng ủy Công an Trung ương (X06)

### Tổng quan
X06 có chức năng, nhiệm vụ tham mưu giúp Ủy ban Kiểm tra Đảng ủy Công an Trung ương thực hiện các nhiệm vụ về công tác kiểm tra, giám sát theo quy định của Điều lệ Đảng và nhiệm vụ khác do Đảng ủy Công an Trung ương và lãnh đạo Bộ Công an giao; chỉ đạo, hướng dẫn cấp ủy và ủy ban kiểm tra các cấp trong Đảng bộ Công an Trung ương thực hiện các quy định của Bộ Chính trị, Ban Bí thư, Ủy ban Kiểm tra Trung ương về công tác kiểm tra, giám sát và thi hành kỷ luật của Đảng.

### Tổ chức bộ máy
Ngày 11/6/2021, Bộ trưởng Bộ Công an ban hành Quyết định số 4628/QĐ-BCA- X01 quy định chức năng, nhiệm vụ, quyền hạn, tổ chức bộ máy của X06, theo đó X06 là đơn vị trực thuộc Bộ Công an, tổ chức bộ máy gồm các thành viên chuyên trách Ủy ban Kiểm tra Đảng ủy Công an Trung ương và cán bộ tham mưu, nghiệp vụ, do Phó Chủ nhiệm thường trực là Thủ trưởng X06, có 3 Phó Chủ nhiệm là các Phó Thủ trưởng X06, các Ủy viên chuyên trách tham gia lãnh đạo về lĩnh vực, địa bàn được phân công. 
Tổ chức bộ máy X06 gồm 3 phòng trực thuộc: 
- Văn phòng (Phòng 1);
- Phòng Kiểm tra, giám sát cơ quan Bộ (Phòng 2);
- Phòng Kiểm tra, giám sát công an địa phương (Phòng 3).[8]

## Phó Chủ nhiệm Thường trực qua các thời kỳ
| # | Họ và tên          | Cấp bậc | Đảm nhiệm từ   | Ghi chú                                                                                       |
| - | ------------------ | ------- | -------------- | --------------------------------------------------------------------------------------------- |
| 1 | Trần Công Viên     |         |                | nguyên Giám đốc Công an tỉnh Kon Tum                                                          |
| 2 | Nguyễn Văn Mỹ      |         |                |                                                                                               |
| 3 | Hoàng Hữu Năng     |         | 9.2011–11.2018 |                                                                                               |
| 4 | Lê Quốc Hùng       |         | 11.2018–4.2020 | nguyên Giám đốc Công an tỉnh Thừa Thiên Huế hiện là Trung tướng, Thứ trưởng Bộ Công an        |
| 5 | Nguyễn Hải Trung   |         | 6.2020–7.2020  | nguyên Giám đốc Công an tỉnh Thanh Hóa hiện là Trung tướng, Giám đốc Công an thành phố Hà Nội |
| — | Nguyễn Hồng Nguyên |         | 8.2020–3.2021  | [ 9 ]                                                                                         |
| 6 | Lê Văn Tuyến       |         | 3.2021–2.2022  | nguyên Giám đốc Công an tỉnh Đắk Lắk hiện là Thứ trưởng Bộ Công an                            |
| 7 | Lê Minh Hà         |         | 3.2022–nay     | nguyên Phó Cục trưởng Cục Tình báo Mỹ Âu Phi                                                  |

## Phó Chủ nhiệm qua các thời kỳ
| Họ và tên         | Cấp bậc | Đảm nhiệm từ   | Ghi chú |
| ----------------- | ------- | -------------- | --- |
| Trần Văn Ba       |         |                | |
| Nguyễn Văn Danh   |         | 2011–          | |
| Nguyễn Thế Nghiệp |         | 9.2011–11.2018 | |
| Lê Công Hoàng     |         | 11.2018–4.2020 | |
| Đặng Văn Chấn     |         | 6.2018–7.2021  | Nguyên Phó Tổng cục trưởng Tổng cục VIII                                                                                         |
| Nguyễn Thanh Sơn  |         | 5.2020–nay     | nguyên Phó Giám đốc Công an tỉnh Ninh Bình                                                                                       |
| Tạ Quang Huy      |         |                | nguyên Ủy viên Ủy ban Kiểm tra Đảng ủy Công an Trung ương, Phó Giám đốc Công an tỉnh Hà Giang, Bí thư Đoàn Thanh niên Bộ Công an |

## Ủy viên mang quân hàmcấp tướng
- Thiếu tướng Hoàng Thị Thủy